# Evelise Veiga
Evelise Maria Tavares da Veiga (Praia, 3 marzo 1996) è una lunghista e triplista portoghese.

## Palmarès
| Anno | Manifestazione          | Sede       | Evento         | Risultato      | Prestazione | Note                                     |
| ---- | ----------------------- | ---------- | -------------- | -------------- | ----------- | ---------------------------------------- |
| 2013 | Mondiali U18            | Donec'k    | Salto in lungo | 23ª (q)        | 5,63 m      |                                          |
| 2014 | Giochi della Lusofonia  | Goa        | Salto in lungo | Oro            | 5,86 m      |                                          |
| 2015 | Europei U20             | Eskilstuna | Salto in lungo | 9ª             | 6,02 m      |                                          |
| 2015 | Europei U20             | Eskilstuna | Salto triplo   | 10ª            | 12,61 m     |                                          |
| 2016 | Mediterraneo U23        | Tunisi     | Salto in lungo | 5ª             | 5,95 m      |                                          |
| 2017 | Europei U23             | Bydgoszcz  | Salto in lungo | 5ª             | 6,43 m      |                                          |
| 2017 | Europei U23             | Bydgoszcz  | Salto triplo   | 12ª            | 13,00 m     |                                          |
| 2018 | Giochi del Mediterraneo | Tarragona  | Salto in lungo | 5ª             | 6,61 m      | Miglior prestazione personale            |
| 2018 | Mediterraneo U23        | Jesolo     | Salto in lungo | Oro            | 6,26 m      |                                          |
| 2018 | Mediterraneo U23        | Jesolo     | Salto triplo   | Argento        | 13,65 m     |                                          |
| 2018 | Europei                 | Berlino    | Salto in lungo | 8ª             | 6,47 m      |                                          |
| 2019 | Giochi europei          | Minsk      | Salto in lungo | 4ª             | 6,58 m      |                                          |
| 2019 | Universiadi             | Napoli     | Salto in lungo | Argento        | 6,61 m      | Miglior prestazione personale stagionale |
| 2019 | Universiadi             | Napoli     | Salto triplo   | Argento        | 13,81 m     |                                          |
| 2019 | Mondiali                | Doha       | Salto triplo   | 18ª (q)        | 13,89 m     |                                          |
| 2021 | Giochi olimpici         | Tokyo      | Salto triplo   | 19ª (q)        | 13,93 m     | Miglior prestazione personale stagionale |
| 2022 | Giochi del Mediterraneo | Orano      | Salto in lungo | Bronzo         | 6,54 m      |                                          |
| 2022 | Giochi del Mediterraneo | Orano      | Salto triplo   | 6ª             | 13,31 m     |                                          |
| 2022 | Mondiali                | Eugene     | Salto in lungo | 15ª (q)        | 6,54 m      |                                          |
| 2022 | Europei                 | Monaco     | Salto in lungo | 19ª (q)        | 6,17 m      |                                          |
| 2023 | Europei indoor          | Istanbul   | Salto in lungo | 8ª             | 6,36 m      |                                          |
| 2024 | Europei                 | Roma       | Salto in lungo | Qualificazione | nm          |                                          |

## Campionati nazionali
- 5 volte campionessa nazionale del salto in lungo (2016, 2017, 2018, 2019, 2020)

## Altre competizioni internazionali
2017
- Argento nella First League degli Europei a squadre ( Vaasa), salto in lungo - 6,36 m

2019
- Argento nella First League degli Europei a squadre ( Sandnes), salto in lungo - 6,61 m
- Bronzo nella First League degli Europei a squadre ( Sandnes), salto triplo - 13,94 m